# Сон Мін (плавець)
Сон Мін (кор. 성민, 15 жовтня 1982) — південнокорейський плавець.
Учасник Олімпійських Ігор 2000, 2004, 2008 років.
Призер Азійських ігор 2002, 2006 років.
Призер літньої Універсіади 2005 року.